# Illatief
De illatief (van het Latijnse illatus, "binnengebracht") is in de meeste Fins-Oegrische en sommige Baltische talen de derde vorm van de locatief, met als primaire betekenis "naar binnen", "richting het inwendige van". Deze naamval wordt gevormd met behulp van verschillende pre- en suffixen in de verschillende talen:
| Hongaars | Ests    | Fins   | Nederlands      |
| -------- | ------- | ------ | --------------- |
| ház      | maja    | talo   | huis            |
| házba    | majasse | taloon | een/het huis in |

## Fins
In het Fins wordt de illatief op een nogal aparte manier gevormd, nl. door middel van de constructie "-h + herhaalde stamklinker + n". Indien het eindresultaat een simpele lange klinker is vindt ook nog h-deletie plaats, zoals in het bovengenoemde voorbeeld, behalve in het in Pohjanmaa gesproken Finse dialect. Waarschijnlijk bevatte deze uitgang oorspronkelijk een stemhebbende palatale fricatief. Het moderne Fins kent nagenoeg geen palatalisatie of fricatieven meer.

## Litouws
Ook in het moderne Litouws wordt de illatief nog gebruikt, met name in de gesproken taal. Een voorbeeld is de standaarduitdrukking dešinėn! ("sla rechtsaf"). Een enkele keer komt de naamval ook voor in een literaire tekst. De Litouwse illatief eindigt meestal in het enkelvoud op -n en in het meervoud op -sna:

#### Mannelijk
| nominatief enkelvoud | illatief enkelvoud | nominatief meervoud | illatief meervoud |
| -------------------- | ------------------ | ------------------- | ----------------- |
| karas, "oorlog"      | karan              | karai, "oorlogen"   | karuosna          |
| lokys, "beer"        | lokin              | lokiai, "beren"     | lokiuosna         |

#### Vrouwelijk
| nominatief enkelvoud | illatief enkelvoud | nominatief meervoud | illatief meervoud |
| -------------------- | ------------------ | ------------------- | ----------------- |
| upé, "rivier"        | upén               | upés, "rivieren"    | upsna             |
| jūra, "zee"          | jūron              | jūros, "zeeën"      | jūrosna           |

Over het algemeen wordt de illatief in het Litouws steeds meer vervangen door ofwel de accusatief ofwel een analytische constructie met een voorzetsel. In Litouwse grammatica's wordt het gebruik van de illatief "het meest elegant" genoemd.

## Verwante begrippen
De ablatief, adessief, allatief, elatief en inessief zijn andere vormen van de Fins-Oegrische locatief.